# Paulette Goddard
Pauline Marion Goddard Levy (n. 3 iunie 1910 - d. 23 aprilie 1990) a fost o actriță americană.

## Biografie
Goddard s-a născut în New York City, sub numele de Marion Levy, fiica lui Joseph Russell Le Vee, fiul unui prosper producător de trabucuri din Salt Lake City, și a Altei Mae Goddard. Părinții ei s-au separat și au divorțat în 1926. Goddard a început să facă modelling după separarea părinților ei, lucrând pentru Saks Fifth Avenue, Hattie Carnegie și alții. O figură importantă în copilăria ei a fost unchiul patern al mamei sale, Charles Goddard, proprietarul American Druggists Syndicate. El a jucat un rol important în cariera lui Goddard, prezentând-o impresarului de pe Broadway, Florenz Ziegfeld. 
În 1926, și-a făcut debutul pe scenă ca dansatoare în No Foolin' a lui Ziegfeld, sub numele de scenă Paulette Goddard. Ziegfeld a angajat-o pentru un alt musical, Rio Rita, care a avut premiera în februarie 1927, dar a părăsit spectacolul după doar trei săptămâni pentru a apărea în piesa The Unconquerable Male, produsă de Archie Selwyn. 

## Carieră cinematografică
Goddard a semnat primul ei contract de film cu producătorul Samuel Goldwyn pentru a juca rolul unei fete în Whoopee! (1930). A apărut, de asemenea, în City Streets (1931), Ladies of the Big House (1931) și The Girl Habit (1931) pentru Paramount, Palmy Days (1931) pentru Goldwyn și The Mouthpiece (1932) pentru Warner. Cu toate acestea, Goddard și Goldwyn nu s-au înțeles, iar ea a început să lucreze și pentru Hal Roach Studios în 1932, apărând într-o serie de roluri secundare. În anul în care a semnat cu Hal Roach, Goddard a început să se întâlnească cu Charlie Chaplin, o relație care a primit atenție din partea presei. Chaplin a distribuit-o în filmul Timpuri moderne (1936).
În 1939, Goddard a semnat un contract cu Paramount Pictures și a făcut imediat echipă cu comedianul Bob Hope pentru filmul de comedie horror Pisica și canarul (1939).  De asemenea, a fost distribuită pentru comedia muzicală Second Chorus, alături de Fred Astaire, Artie Shaw și viitorul său soț, Burgess Meredith. În septembrie 1939, Chaplin a început producția la următorul său film, Marele dictator (1940), în care Goddard a jucat din nou alături de el. 

## Filmografie
| Title                                 | Year | Role                               | Notes                                                            |
| ------------------------------------- | ---- | ---------------------------------- | ---------------------------------------------------------------- |
| Berth Marks                           | 1929 | Pasager în tren                    | Short subject                                                    |
| The Locked Door                       | 1929 | Girl on rum boat                   | Nu e creditată                                                   |
| City Streets                          | 1931 | Dance extra                        | Nu e creditată                                                   |
| The Girl Habit                        | 1931 | Lingerie salesgirl                 |                                                                  |
| Ladies of the Big House               | 1931 | Inmate in midst of crowd           | Nu e creditată                                                   |
| The Mouthpiece                        | 1932 | Blonde at party                    | Nu e creditată                                                   |
| Show Business                         | 1932 | Blonde train passenger             | Nu e creditată, short subject                                    |
| Young Ironsides                       | 1932 | Herself, Miss Hollywood            | Nu e creditată, short subject                                    |
| Pack Up Your Troubles                 | 1932 | Bridesmaid                         | Nu e creditată                                                   |
| Girl Grief                            | 1932 | Student                            | Nu e creditată, short subject                                    |
| The Kid From Spain                    | 1932 | Goldwyn Girl                       | Nu e creditată                                                   |
| Hollywood on Parade No. B-1           | 1933 | Herself                            | Short subject                                                    |
| The Bowery                            | 1933 | Blonde who announces Brodie's jump | Nu e creditată                                                   |
| Hollywood on Parade No. B-5           | 1933 | Herself                            | Short subject                                                    |
| Roman Scandals                        | 1933 | Goldwyn Girl                       | Nu e creditată                                                   |
| Kid Millions                          | 1934 | Goldwyn Girl                       | Nu e creditată                                                   |
| Modern Times                          | 1936 | Ellen Peterson – A Gamine          |                                                                  |
| The Bohemian Girl                     | 1936 | Gypsy vagabond                     | Nu e creditată                                                   |
| The Young in Heart                    | 1938 | Leslie Saunders                    |                                                                  |
| Dramatic School                       | 1938 | Nana                               |                                                                  |
| The Women                             | 1939 | Miriam Aarons                      |                                                                  |
| The Cat and the Canary                | 1939 | Joyce Norman                       |                                                                  |
| The Ghost Breakers                    | 1940 | Mary Carter                        |                                                                  |
| The Great Dictator                    | 1940 | Hannah                             |                                                                  |
| Screen Snapshots: Sports in Hollywood | 1940 | Herself                            | Short subject                                                    |
| North West Mounted Police             | 1940 | Louvette Corbeau                   | Alternative titles: Northwest Mounted Police, The Scarlet Riders |
| Second Chorus                         | 1940 | Ellen Miller                       |                                                                  |
| Pot o' Gold                           | 1941 | Molly McCorkle                     | Alternative titles: The Golden Hour, Jimmy Steps Out             |
| Hold Back the Dawn                    | 1941 | Anita Dixon                        |                                                                  |
| Nothing But the Truth                 | 1941 | Gwen Saunders                      |                                                                  |
| The Lady Has Plans                    | 1942 | Sidney Royce                       |                                                                  |
| Reap the Wild Wind                    | 1942 | Loxi Claiborne                     | Alt titlu: Cecil B. DeMille's Reap the Wild Wind                 |
| The Forest Rangers                    | 1942 | Celia Huston Stuart                |                                                                  |
| Star Spangled Rhythm                  | 1942 | Herself                            |                                                                  |
| The Crystal Ball                      | 1943 | Toni Gerard                        |                                                                  |
| So Proudly We Hail!                   | 1943 | Lt. Joan O'Doul                    | Nominată—Academy Award pentru Best Supporting Actress            |
| Standing Room Only                    | 1944 | Jane Rogers/Suzanne                |                                                                  |
| I Love a Soldier                      | 1944 | Evelyn Connors                     |                                                                  |
| Duffy's Tavern                        | 1945 | Herself                            |                                                                  |
| Kitty                                 | 1945 | Kitty                              |                                                                  |
| The Diary of a Chambermaid            | 1946 | Célestine                          | Producătoare (Nu e creditată)                                    |
| Suddenly, It's Spring                 | 1947 | Mary Morely                        |                                                                  |
| Variety Girl                          | 1947 | Ea însăși                          |                                                                  |
| Unconquered                           | 1947 | Abigail "Abby" Martha Hale         |                                                                  |
| An Ideal Husband                      | 1947 | Mrs. Laura Cheveley                | Alt titlu: Oscar Wilde's An Ideal Husband                        |
| On Our Merry Way                      | 1948 | Martha Pease                       |                                                                  |
| Screen Snapshots: Smiles and Styles   | 1948 | Ea însăși                          | Short subject                                                    |
| Hazard                                | 1948 | Ellen Crane                        |                                                                  |
| Bride of Vengeance                    | 1949 | Lucretia Borgia                    |                                                                  |
| Anna Lucasta                          | 1949 | Anna Lucasta                       |                                                                  |
| A Yank Comes Back                     | 1949 | Ea însăși                          | Nu e credită, short subject                                      |
| The Torch                             | 1950 | María Dolores Penafiel             | Associate producer, alternative title: Bandit General            |
| Babes in Bagdad                       | 1952 | Kyra                               |                                                                  |
| Vice Squad                            | 1953 | Mona Ross                          | Alt titlu: The Girl in Room 17                                   |
| Sins of Jezebel                       | 1953 | Jezebel                            |                                                                  |
| Paris Model                           | 1953 | Betty Barnes                       | Alt titlu: Nude at Midnight                                      |
| Charge of the Lancers                 | 1954 | Tanya                              |                                                                  |
| A Stranger Came Home                  | 1954 | Angie                              | Alt titlu: The Unholy Four                                       |
| Time of Indifference                  | 1964 | Mariagrazia                        | Alte titluri: Les Deux Rivales, Gli Indifferenti                 |

| Title                   | Year | Role                   | Notes                                      |
| ----------------------- | ---- | ---------------------- | ------------------------------------------ |
| The Ed Sullivan Show    | 1952 | Ea însăși              | 2 episoade                                 |
| Ford Theatre            | 1953 | Nancy Whiting          | 1 episod                                   |
| Sherlock Holmes         | 1954 | Lady Beryl             | 1 episod                                   |
| Producers' Showcase     | 1955 | Sylvia Fowler          | 1 episod                                   |
| The Martha Raye Show    | 1955 | Ea însăși              | 1 episod                                   |
| The Errol Flynn Theatre | 1957 | Rachel                 | 1 episod                                   |
| On Trial                | 1957 | Dolly                  | 1 episod                                   |
| Ford Theatre            | 1957 | Holly March            | 1 episod                                   |
| Adventures in Paradise  | 1959 | Mme. Victorine Reynard | 1 episod                                   |
| What's My Line?         | 1959 | Guest panelist         | 1 episod                                   |
| The Phantom             | 1961 | Mrs. Harris            | Film pentru TV                             |
| The Snoop Sisters       | 1972 | Norma Treet            | Film pentru TV. Alt titlu: Female Instinct |